# Ganki
Ganki (en arabe : كنكي) est une commune rurale du sud de la Mauritanie, située dans le département de Lexeiba de la région de Gorgol.

## Géographie
La commune de Ganki est située à l'ouest dans la région de Gorgol et elle s'étend sur 567 km2.
Elle est délimitée au nord par la commune de Djellwar, à l’est par les communes de Azgueilem Tiyab et de Lexeiba 1, au sud par la commune de Talhaya, au sud-ouest par les communes de [Kaédi].

## Histoire
Ganki a été érigée en commune par l'ordonnance du 20 octobre 1987 instituant les communes de Mauritanie.

## Démographie
Lors du Recensement général de la population et de l'habitat (RGPH) de 2000, Ganki comptait 4 902 habitants.
Lors du RGPH de 2013, la commune en comptait 7 294, soit une croissance annuelle de 3,3 % sur 13 ans.

## Économie
L'agriculture est au centre de l'économie de Ganki, comme quasiment toutes les communes de la région. Mais cette économie est fragile car elle rencontre des obstacles à son développement, notamment les conditions climatiques ou le manque de moyens des agriculteurs. Pour faire face à ces obstacles, l'état ou différentes ONG financent des projets qui améliorent les conditions de vie des habitants.

## Aide humanitaire
À la suite de torrents qui ont frappé la commune de Ganki en 2019, une opération de distribution de vivres, de tentes et de nattes a été organisée par l'Etat pour aider 204 familles sinistrées par les incidents.